# 19783 Antoniromanya
19783 Antoniromanya (2000 QF71) là một tiểu hành tinh vành đai chính được phát hiện ngày 27 tháng 8 năm 2000 bởi J. Nomen ở Ametlla de Mar Observatory.